# 15941 Стівенготьє
15941 Стівенготьє (15941 Stevegauthier) — астероїд головного поясу, відкритий 29 грудня 1997 року.
Тіссеранів параметр щодо Юпітера — 3,183.